# Konstantin Leontiev
Konstantin Nikolajevitj Leontiev, född 25 januari 1831, död 24 november 1891, var en rysk författare och sociolog.
Leontiev utövade en mängd olika yrken som läkare, konsul och tryckericensor men slutade sina dagar som munk i Sankt Panteleimon kloster i Grekland. Efter polska upproret 1863 verkade han för en ideell konservatism. I upprätthållandet av en stark absolutistisk monarki såg han ett skydd mot nivellerande utveckling. Hans politiska teori har kallats "en lidelsefull kult av piskan". Leontievs samlade verk utgavs på ryska 1912-14.